# 桃園鐵玫瑰音樂節
桃園鐵玫瑰音樂節（Taoyuan Iron Rose Festival）是於台灣桃園市舉辦的音樂活動，於2012年於桃園展演中心首次舉辦，鐵玫瑰名稱的由來，是因為主要舉辦地桃園展演中心為鋼構建築，其空照圖猶如玫瑰而以此命名。

## 沿革
2012年由桃園展演中心開始舉辦「桃園鐵玫瑰熱音賞」。
2014年從最初的「桃園鐵玫瑰熱音賞」樂團大賽加入「高校熱音賞」。
2015年創立鐵玫瑰「音樂學院」、舉辦「音樂展」，並新增鐵玫瑰「音樂節」活動。
2016年再新增「搖滾繞境」演唱會，將搖滾樂帶到桃園各地。
2017年鐵玫瑰音樂節再次擴大辦理，於北桃園(展演中心)、南桃園(高鐵站前廣場)各舉辦1場演唱會，並以音樂曲風作為區分，讓民眾能藉由活動認識臺灣多元豐富的流行音樂創作能量。
2018年更是增加了六場小型售票演出，培養民眾的音樂消費習慣，以促進音樂產業永續發展。
2019年再創巔峰，除了各項系列活動外，今年起轉型升級擴大辦理《桃園鐵玫瑰國際音樂節》，邀請國外音樂節（祭）創辦人、策展人至來台擔任大師講堂講師、樂團大賽決賽評審、並推薦樂團大賽優勝團隊赴海外音樂節演出，展現臺灣流行音樂多元樣貌；同步也引薦國外知名樂團至鐵玫瑰音樂節交流開唱，提升鐵玫瑰音樂品牌形象知名度與國際視野，透過臺灣音樂與國際音樂潮流交流接軌。
2020年因為疫情暫停一次。
2021年將分成2活動辦理：「桃園鐵玫瑰熱音賞」、「桃園鐵玫瑰音樂節」。「2021桃園鐵玫瑰熱音賞」升級擴大，賽制不限國籍、曲風、人數，分校園組及社會組，更首度為入選團隊打造完整系統化培訓課程，總獎金高達150萬元，各組前三名將可錄製單曲，期能發掘並培育更多優秀樂壇新秀，達到鼓勵臺灣多元創作及提升音樂素質之目的。

## 演出藝人
| 清新玫瑰趴-流行融合(2019/07/27) | EASTWAVE    | The Mousses(TH)    | 馬修連恩(CAN) | 黃子軒與山平快 | Suming舒米恩    | 黎可辰         | 鄭宜農   | 魏如萱 waa |            |                |          |            |            |               |        |
| 清新玫瑰趴-多元國際(2019/07/28) | HUSH        | 王若琳             | 艾怡良        | 柯智棠         | Crispy脆樂團    | Ann莊啟馨(MY)  | 鹿角樂團 | 慢慢說     |            |                |          |            |            |               |        |
| 鐵粉搖滾趴-嘻哈電音(2019/12/07) | BCW         | OVDS               | So-So Heros   | 台客電力公司   | 妖之鬼狐(JP)    | 呂士軒         | 玖壹壹   | 夜貓組     | 後站人     | 草屯囝仔       | 高爾宣   | 黃明志(MY) | 薄荷綠工廠 | 靈魂咆嘯      |        |
| 鐵粉搖滾趴-原創搖滾(2019/12/08) | ALL OFF(JP) | HarryBigButton(KR) | P!SCO         | Wayne Band     | Wednesday與壞透 | 八十八顆芭樂籽 | 甘苦人   | 老王樂隊   | 血肉果汁機 | Theseus 忒修斯 | 青虫 aoi | 滅火器     | 董事長樂團 | AKB48 Team TP | 麋先生 |

## 外部連結
- 官方网站
- 桃園鐵玫瑰音樂節的Facebook專頁